# 6Х2
Изделие 6Х2 — общевойсковой штык-нож, принятый на вооружение ВС СССР вместе с облегчённой версией автомата Калашникова в 1953 году. 
Конструкция крепления штык-ножа допускает совместное использование с автоматами только АК (на автоматы АКМ, АК-74 и их модификации по техническим причинам (конструкции) крепление невозможно). Некоторое время производили на заводе «Ижевский арсенал», пока ему на смену не пришёл штык-нож 6Х3 к автомату АКМ.

## Конструкционные особенности
Унаследовал клинковую часть (1-лезвийная, с долом) от штыка к самозарядной винтовке Токарева, крепление на стволе осуществляли лезвием вверх с помощью пружинной защёлки на крестовине и кольца под ствол оружия. Рукоять квадратного сечения с двумя пластмассовыми щёчками, которые — закреплены на хвостовике клинка двумя винтами.

## Тактико-технические параметры
Общая длина — 315 мм
Длина клинка — 205 мм
Ширина клинка — 21,8 мм
Внутренний диаметр кольца в крестовине — 17,7 мм
Вес (с ножнами / без ножен) — 380 / 280 грамм
Полная длина (с ножнами / без ножен) — 325 / 315 мм.

## Фотогалерея

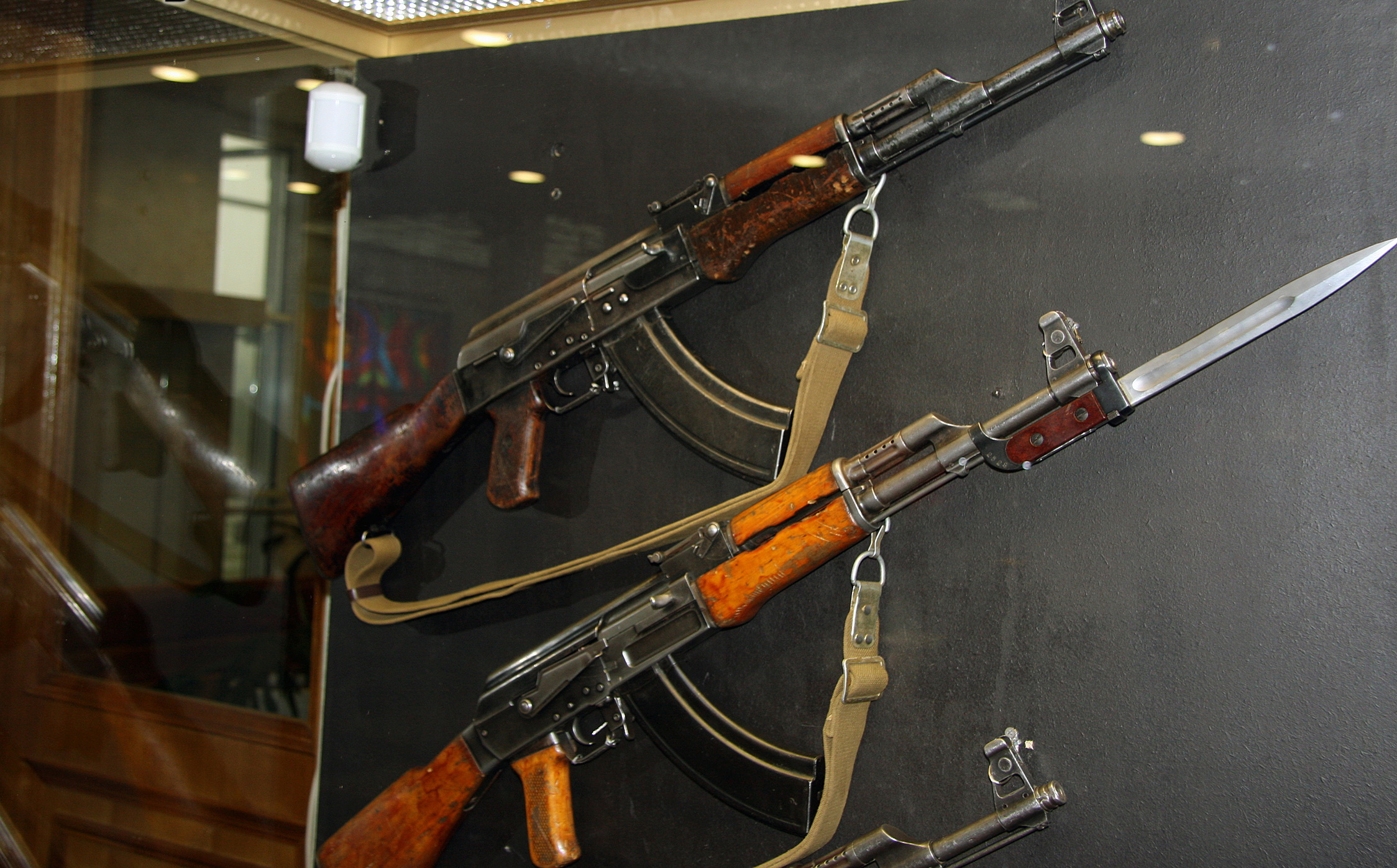
АК 1-й и 2-й моделей
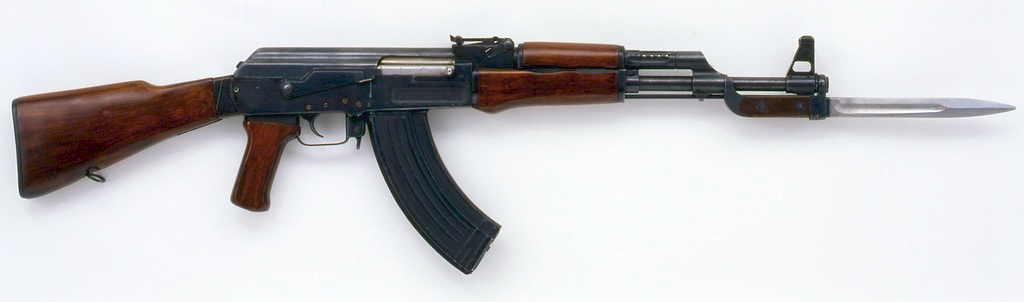
Автомат АК с примкнутым штыком 6Х2